# Parazita (Hősök)
A Parazita a Hősök című amerikai televíziós sorozat tizennyolcadik epizódja.

## Cselekmény
|  | Alább a cselekmény részletei következnek! |

Miután Simone Deveaux meghal, Isaac Mendez Peter Petrellit hibáztatja a haláláért és megpróbálja lelőni Petert, de az láthatatlanná válik és kirepül az ablakon. Peter Nathantól kér segítséget. Nathan azt mondja, hogy névtelenül fel fogja hívni a rendőrséget és Isaac házához küldi őket. Azt tanácsolja Peternek, hogy segítségért forduljon Mohinderhez, de Peter ismét eltűnik.
Thompson kikérdezi Mr. Bennetet, aki azt állítja, hogy az utolsó dolog, amire emlékszik, hogy autóval hazavitte feleségét, Sandrát a kórházból. Semmit nem tud Claire-ről. Később Thompson és Candice Wilmer észreveszik Bennetet Matt Parkmannal. Parkman szerint Mr. Bennet igazat mond.
Néhány órával később Mr. Bennet és Candice megérkeznek Isaac lakásához. Candice Simone-ként mutatkozik be és elrejti Simone holttestét, hogy megtévessze a rendőrséget. Szintén Simone alakjában megkéri Mr. Bennetet, hogy maradjon, de ez elutasítja. Miután elmennek, Isaac visszatér a heroinhoz és olyan festményeket készít, ahol saját magát levágott fejjel és eltávolított aggyal ábrázolja, hasonlóan Sylar áldozataihoz.

## Fordítás
- Ez a szócikk részben vagy egészben a Parasite (Heroes) című angol Wikipédia-szócikk fordításán alapul.  Az eredeti cikk szerkesztőit annak laptörténete sorolja fel. Ez a jelzés csupán a megfogalmazás eredetét és a szerzői jogokat jelzi, nem szolgál a cikkben szereplő információk forrásmegjelöléseként.